# Xian de Kangbao
Le xian de Kangbao (康保县 ; pinyin : Kāngbǎo Xiàn) est un district administratif de la province du Hebei en Chine. Il est placé sous la juridiction de la ville-préfecture de Zhangjiakou.

## Démographie
La population du district était de 280 558 habitants en 1999.